# Escape room
Escape room, eller escape games som det også kaldes nogen gange, er både en genre af computerspil, og en kategori af events.

## Computerspil
Escape room som computerspil går ud på at spilleren er fanget i et rum, og må udforske omgivelserne, og løse diverse opgaver og gåder for at komme ud.
Spillene fungerer som såkaldt point-and-click, hvor man med musen skal klikke på forskellige objekter for at undersøge dem og regne deres funktion ud.
Det første spil i genren der blev kendt hedder Crimson Room og blev skabt af japaneren Toshimitsu Takagi i 2005. I 2012 modtog spillet The Room "iPad Game of the Year" prisen fra Apple, og er blevet solgt over en million gange. The Room blev skabt af firmaet Fireproof Studios i England. Der er endnu ingen dansk-udviklede escape room computerspil.

## Event
Escape room som event er en genskabelse af computerspillets univers, i den virkelige verden. Deltagerne bliver låst inde i et rum, og må lige som i computerspillet udforske deres omgivelser, og løse diverse gåder og opgaver for at komme ud. Til forskel fra computerspillene har man kun 60 minutter til at komme ud. Real-life room escape, eller live/real escape game som det også kaldes, er blevet meget populært i Asien og USA. Trenden kom til Europa gennem Ungarn, og har spredt sig til mange storbyer i resten af Europa.
Konceptet er for alvor også kommet til Danmark, og der findes efterhånden Escape Rooms mange steder f.eks. i København, Aarhus, Aalborg, Randers og i Ulfborg ved Holstebro. Deltagerne i et escape room bliver udfordret i forskellige discipliner som f.eks. spillernes kommunikationsevner, kreativitet og kompetencer i at kunne løse opgaver, mysterier og knække koder. Det første danske escape room blev åbnet af Timequest & Mystery Makers i starten af 2014.